# Црква Светог Пантелејмона у Котражи
Црква Светог Пантелејмона у Котражи, насељеном месту Општине Лучани, припада Епархији жичкој Српске православне цркве, Црквеној општини Котража.
Црква је подигнута у засеоку Чакаревићи 2000. године на месту старије цркве брвнаре. Ктитор храма је чачански привредник Миленко Костић. Црквена слава прославља се 9. августа.
Црква је омањих димензија, једнобродне основе, засведена полуобличастим сводом и са звоником изнад припрате. Једини украс на фасади су первази око врата, прозора и иконе Светог Пантелејмона. Зидови храма су живописани.